# Suzanne Kröger
Suzanne Caroline Kröger (nascida a 6 de junho de 1976) é uma política holandesa do partido político Esquerda Verde. Desde outubro de 2021 tem servido como membro da Câmara dos Deputados como substituta de Bart Snels.
Ela trabalhou anteriormente para a Greenpeace, onde contribuiu para campanhas de protecção de florestas antigas e prevenção das mudanças climáticas. Ela também trabalhou na Indonésia por vários anos.